# Alfred Bosch i Pascual
Alfred Bosch i Pascual (Barcelona, 17 d'abril de 1961) és un polític, africanista, acadèmic i escriptor català, conseller d'Acció Exterior, Relacions Institucionals i Transparència entre el novembre de 2018 i el març de 2020.
Anteriorment, va ser el president del grup municipal d'ERC a l'Ajuntament de Barcelona, i durant la desena legislatura de l'Estat espanyol va ser president i portaveu del seu grup al Congrés dels Diputats per Esquerra Republicana de Catalunya. Des del 2021 col·labora amb la Universitat Harbour Space de Barcelona.

## Biografia
Llicenciat en Filosofia i Lletres per la Universitat Autònoma de Barcelona l'any 1984. Entre 1984 i 1996, Alfred Bosch va ser corresponsal de premsa a zones en conflicte en col·laboració amb diversos mitjans de comunicació. Bosch va cobrir conflictes a Sud-àfrica, el Pròxim Orient (1987-1989), Europa de l'Est (1989-1990), el Vietnam (1990), Àfrica Oriental (1993), Iran (1994) o Bòsnia (1996). A més, Bosch ha col·laborat de forma regular amb mitjans de comunicació com TV3, Catalunya Ràdio, BBC, Diario de Barcelona, El País, La Vanguardia, El Periódico de Catalunya o l'Avui.
Es va doctorar en Història per la Universitat de Barcelona el 1994 (amb la tesi Nelson Mandela, l'últim Home-Déu). Després de llicenciar-se va entrar a treballar a l'organització dels Jocs Olímpics de Barcelona de 1992, primer a la candidatura, des de 1984, on va formar part de l'equip de redacció que va permetre l'elecció, i a partir de 1988 treballant dins el COOB'92 com a responsable de difusió de l'Olimpíada Cultural, adjunt al conseller delegat Josep Miquel Abad i secretari general del comitè operatiu durant la celebració dels jocs. Ha exercit de professor d'Història a la Universitat Pompeu Fabra, a la Universitat de Chicago, a la Universitat de Londres, a la University of Ibadan (Nigèria), a University of the Witwatersrand (Sud-àfrica) i a Hood College (Washington).

### Trajectòria política
Entre els anys 2010 i 2011 va ser el portaveu de Barcelona Decideix, plataforma transversal que va organitzar una consulta popular sobre la independència a la ciutat de Barcelona el 10 d'abril de 2011. També fou membre del secretariat de l'Assemblea Nacional Catalana. El 20 de novembre de 2011 va ser elegit diputat, com a cap de llista d'Esquerra Republicana de Catalunya en coalició amb Reagrupament i Catalunya Sí, de la X legislatura al Congrés dels Diputats de l'Estat espanyol.
Tres anys més tard, l'11 de juliol de 2014 va ser elegit com a candidat d'Esquerra Republicana de Catalunya a l'alcaldia de Barcelona a les eleccions municipals de 2015. En aquests comicis, celebrats el 24 de maig de 2015, la llista d'ERC, encapçalada per Bosch va obtenir més de 77.000 vots i 5 regidors a l'Ajuntament de Barcelona,.
El 2015 va ser nomenat president del grup municipal d'ERC a l'Ajuntament de Barcelona. El mes de març de 2018 va ser escollit candidat a l'alcaldia de Barcelona per Esquerra Republicana en ser l'únic candidat que va presentar els avals suficients per concórrer al procés de primàries. Bosch va resultar escollit candidat amb un 87% dels vots a favor de la militància d'Esquerra Republicana a Barcelona. Tot i això, el 21 de setembre de 2018 va anunciar que renunciava a presentar-se a l'alcaldia i que donava suport a la candidatura d'Ernest Maragall.
Després de la renúncia de Maragall, el 22 de novembre de 2018, Bosch va ser nomenat pel president Torra, conseller d'Acció Exterior, Relacions Institucionals i Transparència. Sota el seu mandat, es van reobrir les delegacions del govern a l'exterior i el Diplocat, que havien estat suprimits per l'aplicació de l'article 155 de la Constitució Espanyola. També es va aprovar el Pla director de cooperació al desenvolupament 2019-2022 i l'Acord Nacional per a l'Agenda 2030.
Va presentar la seva dimissió com a conseller el març de 2020, després que transcendissin indicis d'assetjament sexual del seu cap de cabinet, Carles Garcias, a diverses dones del departament. Després d'una primera investigació interna feta per Funció Pública on concloïa que Bosch estava al corrent d'aquests fets, el Comitè d'Ètica del govern va elaborar un segon informe, va obtenir conclusions contràries, afirmant que «no consta, d'acord amb la documentació disponible, que ni l'exconseller ni l'exsecretària general del departament tinguessin coneixement de conductes concretes que poguessin ser constitutives d'assetjament sexual del cap de gabinet», i recomanava no sancionar a Bosch. Finalment, ERC va acabar arxivant l'expedient obert a Bosch, exonerant-lo així de tota sanció.

## Obres
En ficció ha publicat un bon nombre de novel·les, algun recull de relats i ha col·laborat en antologies. La seva narrativa sol comptar amb una acurada ambientació històrica, una notable vocació viatgera i un tractament psicològic dels personatges singular. Bona part de les seves obres han estat traduïdes al castellà, el francès, l'anglès, l'alemany, l'italià i el portuguès. La seva trilogia 1714 servirà de base per a la minisèrie 1714. El preu de la llibertat. Com a assagista, s'ha centrat en reflexions sobre la realitat africana, però també ha fet incursions en el debat sobre Europa i sobre la societat catalana.

### Novel·la
- L'atles Furtiu, 1998. Premi Sant Jordi de novel·la
- Àlia la sublim, 2000
- L'Avi, 2001. Premi Nèstor Luján de novel·la històrica
- Trilogia 1714, 2002
- Les set aromes del món, 2004. Premi Ramon Llull de novel·la
- Heretaràs la Rambla, 2005
- Inquisitio, 2006. Premi Prudenci Bertrana de novel·la
- El Temple dels Pobres, 2021

### Narracions
- Fulls Impermeables, 1984
- Cronicàlia, 1986
- Herois d'Azània, 1996. Premi Documenta de narrativa

### Assaig
- Nelson Mandela, l'últim home-déu, 1995. Premi Carles Rahola d'assaig
- La via africana, 1997. Premi Joan Fuster d'assaig
- El imperio que nunca existió, 2001
- Europa sense embuts, 2002
- Catalans, 2006
- I Ara Què?, 2011
- Como Amigos, la Independencia de Cataluña interesa a los españoles, 2013